# 生キャラメル
生キャラメル（なまキャラメル）は、主原料に生クリームを多量に用いた新ジャンルのキャラメル。
製法は一般的なキャラメルと基本的に同じであるが、出来上がりは全くの別物である。発祥は、北海道紋別郡興部町に所在するノースプレインファーム。他の生がつく食品（生クリーム、生チョコレート、生菓子、生ビール、生醤油）のように、公正競争規約や厚生労働省、乳等省令、食品衛生法によって定義されているものではない。

## 発祥
2006年北海道紋別郡興部町のノースプレインファームが牛乳消費の低迷を打開するため、牛乳の消費拡大を目指して開発した。原料に生クリームを多量に使い、新鮮さをイメージするために名付けられる。

## 概要
一般的なキャラメルに比べ非常にやわらかく、常温で放置してしまうと溶け出す場合もある。全国的に認知度があるのは、花畑牧場製の方である。その人気もあって、北海道や他の地域のメーカーも新規製造に取り組む企業も増加した。
入手方法は、北海道内では、空港や駅の売店、土産物店などで入手が可能である。他には、地方の物産展、ネット通販、アンテナショップなどで入手が可能である。
一時期、爆発的なヒット商品となり、入手困難な状態がしばらく続き、購入待ちの長蛇の列ができたり、類似商品の刑事事件などが発生するほど社会現象が起きた。その後入手難は解消されたが、いまだに根強い人気があり、ご当地土産の人気の上位を誇る。

## その他製品
生キャラメルソース（液状）
- アイスクリーム - ソースとしてかける場合とフレーバーとして混ぜ込む場合がある。
- プリン - ソースとしてかける場合とフレーバーとして混ぜ込む場合がある。
- パン用スプレッドとして。
- ロールケーキ

## 歴史
- 生キャラメルに相当するキャラメルそのものはヨーロッパのポーランドにおいて1921年から「クルフカ」の名称で製造販売されている。
- 2006年
  - 2月 生キャラメルを興部町内限定でノースプレインファームが試作販売[2]。
  - 10月 ノースプレインファーム札幌直営店の限定品として発売開始。あまりの人気に生産が追いつかず、数量限定に。
- 2007年
  - 1月11日 北海道テレビ放送（HTB）森さやかアナウンサーのブログにおいて、「帰省お土産」として紹介[3]。
  - 3月 花畑牧場が生キャラメルを発売開始。
  - 7月15日 札幌テレビ放送（STV）「D!アンビシャス」においてノースプレインファームを、生キャラメルの元祖として紹介[4][5]。
  - 8月 エア・ドゥ利用客を対象に、生キャラメル試供品プレゼントキャンペーンをノースプレインファームが実施[6]。
- 2008年5月2日、花畑牧場を経営する田中義剛によって「生キャラメル」の商標登録が申請されたが、2009年3月31日 拒絶査定された[7]。

## 作り方
材料
- 牛乳・生クリーム（動物性脂肪）・グラニュー糖・蜂蜜・バニラビーンズ

手順
1. 鍋で暖めた牛乳に全ての材料を入れ焦げ付かないようにまんべんなくかき混ぜて全体を加熱。
2. 加熱しすぎると焦げたり固まったりするので、火加減には注意が必要。
3. キャラメル色に変化して、ある程度とろみがついたらソースが出来上がり。
4. バットにラップ、シートを敷き、少し冷めた生キャラメルソースを流し、平たく成型し、冷蔵庫で冷やし固める。
5. 包丁で食べやすい大きさに切る。

## 補足
- ノースプレインファーム代表の大黒宏と花畑牧場 田中義剛は、酪農学園大学の同期生である[8]。
- 最も簡単な生キャラメルの作り方は、コンデンスミルクを缶ごと湯煎で加熱し続けると失敗なく簡単に製作できる。

## 主な販売者
- ノースプレインファーム（2013年6月に製造販売を終了）
- 花畑牧場
- 向山製作所